# Ctenucha brunnea
Ctenucha brunnea är en fjärilsart som beskrevs av Richard Harper Stretch 1872. Ctenucha brunnea ingår i släktet Ctenucha och familjen björnspinnare. Inga underarter finns listade i Catalogue of Life.